# Heptathlon aux Jeux olympiques d'été de 2004
Pour un article plus général, voir Athlétisme aux Jeux olympiques d'été de 2004.
Navigation
Sydney 2000 Pékin 2008
L'épreuve de l'heptathlon aux Jeux olympiques de 2004 s'est déroulée les 20 et 21 août 2004 au Stade olympique d'Athènes, en Grèce. Elle est remportée par la Suédoise Carolina Klüft.

## Résultats
| Rang               | Athlète                    | Pays               | Total     | 100 m H      | Hauteur     | Poids       | 200 m        | Longueur    | Javelot     | 800 m           |
| ------------------ | -------------------------- | ------------------ | --------- | ------------ | ----------- | ----------- | ------------ | ----------- | ----------- | --------------- |
| Médaille d'or      | Carolina Klüft             | Suède              | 6952 (SB) | 1093 13.21 s | 1119 1.91 m | 845 14.77 m | 1052 23.27 s | 1099 6.78 m | 839 48.89 m | 905 2:14.15 min |
| Médaille d'argent  | Austra Skujytė             | Lituanie           | 6435 (PB) | 974 14.03 s  | 928 1.76 m  | 955 16.40 m | 903 24.82 s  | 943 6.30 m  | 852 49.58 m | 880 2:15.92 min |
| Médaille de bronze | Kelly Sotherton            | Grande-Bretagne    | 6424 (PB) | 1059 13.44 s | 1041 1.85 m | 747 13.29 m | 1022 23.57 s | 1010 6.51 m | 613 37.19 m | 932 2:12.27 min |
| 4                  | Shelia Burrell             | États-Unis         | 6296 (SB) | 1099 13.17 s | 855 1.70 m  | 737 13.14 m | 975 24.06 s  | 927 6.25 m  | 815 47.69 m | 888 2:15.32 min |
| 5                  | Yelena Prokhorova          | Russie             | 6289      | 1001 13.84 s | 966 1.79 m  | 772 13.67 m | 914 24.71 s  | 915 6.21 m  | 775 45.58 m | 946 2:11.31 min |
| 6                  | Sonja Kesselschläger       | Allemagne          | 6287 (PB) | 1068 13.38 s | 928 1.76 m  | 829 14.53 m | 866 25.23 s  | 981 6.42 m  | 725 42.29 m | 890 2:15.21 min |
| 7                  | Marie Collonvillé          | France             | 6279 (SB) | 1028 13.65 s | 1041 1.85 m | 684 12.35 m | 863 25.26 s  | 908 6.19 m  | 843 49.14 m | 912 2:13.62 min |
| 8                  | Nataliya Dobrynska         | Ukraine            | 6255      | 994 13.89 s  | 1003 1.82 m | 841 14.70 m | 885 25.02 s  | 921 6.23 m  | 746 44.08 m | 865 2:17.01 min |
| 9                  | Margaret Simpson           | Ghana              | 6253      | 1041 13.56 s | 966 1.79 m  | 688 12.41 m | 922 24.62 s  | 856 6.02 m  | 925 53.32 m | 855 2:17.72 min |
| 10                 | Svetlana Sokolova (en)     | Russie             | 6210      | 1021 13.70 s | 855 1.70 m  | 835 14.61 m | 961 24.21 s  | 801 5.84 m  | 819 47.86 m | 918 2:13.23 min |
| 11                 | Shobha Javur (en)          | Inde               | 6172      | 1046 13.53 s | 818 1.67 m  | 696 12.52 m | 1038 23.41 s | 962 6.36 m  | 751 44.36 m | 861 2:17.28 min |
| 12                 | Claudia Tonn (en)          | Allemagne          | 6155      | 993 13.90 s  | 1003 1.82 m | 656 11.92 m | 902 24.84 s  | 959 6.35 m  | 689 41.12 m | 953 2:10.77 min |
| 13                 | Naide Gomes                | Portugal           | 6151 (SB) | 1039 13.58 s | 1041 1.85 m | 841 14.71 m | 845 25.46 s  | 880 6.10 m  | 682 40.75 m | 823 2:20.85 min |
| 14                 | Michelle Perry             | États-Unis         | 6124      | 1164 12.74 s | 855 1.70 m  | 614 11.28 m | 1088 22.91 s | 856 6.02 m  | 636 38.36 m | 911 2:13.69 min |
| 15                 | Argyro Strataki (en)       | Grèce              | 6117      | 1028 13.65 s | 966 1.79 m  | 762 13.52 m | 927 24.57 s  | 840 5.97 m  | 742 43.87 m | 852 2:17.90 min |
| 16                 | Karin Ruckstuhl            | Pays-Bas           | 6108      | 1059 13.65 s | 1041 1.79 m | 752 13.52 m | 925 24.57 s  | 819 5.97 m  | 604 43.87 m | 908 2:17.90 min |
| 17                 | Karin Ertl                 | Allemagne          | 6095      | 1047 13.52 s | 891 1.73 m  | 789 13.92 m | 914 24.71 s  | 859 6.03 m  | 753 44.45 m | 842 2:18.68 min |
| 18                 | Kylie Wheeler (en)         | Australie          | 6090      | 995 13.88 s  | 966 1.79 m  | 739 13.18 m | 947 24.35 s  | 859 6.36 m  | 753 37.77 m | 842 2:17.65 min |
| 19                 | Janice Josephs             | Afrique du Sud     | 6074      | 1023 13.69 s | 855 1.70 m  | 693 12.48 m | 1042 23.37 s | 915 6.21 m  | 702 41.80 m | 844 2:18.47 min |
| 20                 | Tiffany Lott-Hogan (en)    | États-Unis         | 6066      | 1105 13.13 s | 818 1.67 m  | 823 14.43 m | 888 24.99 s  | 896 6.15 m  | 780 45.84 m | 756 2:25.10 min |
| 21                 | Magdalena Szczepańska (en) | Pologne            | 6012      | 1105 13.13 s | 818 1.67 m  | 823 14.43 m | 888 24.99 s  | 896 6.15 m  | 780 45.84 m | 756 2:25.10 min |
| 22                 | Irina Naumenko             | Kazakhstan         | 6000      | 956 14.16 s  | 966 1.79 m  | 724 12.95 m | 898 24.88 s  | 899 6.16 m  | 658 39.50 m | 899 2:14.57 min |
| 23                 | Yuliya Akulenko (en)       | Ukraine            | 5996      | 963 14.11 s  | 891 1.73 m  | 737 13.15 m | 927 24.57 s  | 856 6.02 m  | 833 48.62 m | 789 2:22.58 min |
| 24                 | Soma Biswas                | Inde               | 5965      | 998 13.86 s  | 855 1.70 m  | 662 12.01 m | 933 24.50 s  | 825 5.92 m  | 760 44.84 m | 932 2:12.57 min |
| 25                 | Marsha Mark-Baird (en)     | Trinité-et-Tobago  | 5962 (NR) | 1039 13.58 s | 855 1.70 m  | 608 11.20 m | 877 25.11 s  | 918 6.22 m  | 858 49.90 m | 807 2:21.21 min |
| 26                 | Michaela Hejnová (en)      | République tchèque | 5716      | 1004 13.82 s | 855 1.70 m  | 670 12.13 m | 854 25.36 s  | 759 5.70 m  | 826 48.22 m | 748 2:25.68 min |
| 27                 | Shen Shengfei (en)         | Chine              | 4949      | 953 14.18 s  | 891 1.73 m  | 809 14.22 m | 796 26.01 s  | 0 NM        | 801 46.95 m | 699 2:29.50 min |
| 28                 | Yuki Nakata (en)           | Japon              | 4871      | 987 13.94 s  | 928 1.76 m  | 631 11.54 m | 818 25.76 s  | 0 NM        | 662 39.75 m | 845 2:18.46 min |
| NC                 | Svetlana Kazanina          | Kazakhstan         | DNF       | 843 14.99 s  | 855 1.70 m  | 686 12.38 m | 770 26.31 s  | 0 NM        | 666 39.92 m | DNS             |
| NC                 | Denise Lewis               | Grande-Bretagne    | DNF       | 1065 14.99 s | 891 1.73 m  | 883 15.33 m | 849 25.42 s  | 816 5.89 m  | DNS         | DNS             |
| NC                 | Tiia Hautala (en)          | Finlande           | DNF       | 980 13.99 s  | 855 1.70 m  | 632 11.56 m | 788 26.10 s  | 401 4.39 m  | DNS         | DNS             |
| NC                 | Anzhela Atroshchenko (en)  | Turquie            | DNF       | 964 14.10 s  | 783 1.64 m  | 680 12.29 m | 877 25.11 s  | DNS         | DNS         | DNS             |
| NC                 | Natallia Sazanovich        | Biélorussie        | DNF       | 1017 13.73 s | 891 1.73 m  | DNS         | DNS          | DNS         | DNS         | DNS             |
| NC                 | Tatyana Gordeyeva (en)     | Russie             | DNF       | 0 DNF        | DNS         | DNS         | DNS          | DNS         | DNS         | DNS             |

## Légende
Records et Performances
- AR : Record continental (area record)
- CR : Record des championnats (championship record)
- MR : Record du meeting (meet record)
- NR : Record national (national record)
- OR : Record olympique (olympic record)
- PR : Record paralympique (paralympic record)
- PB : Record personnel (personal best)
- SB : Meilleure performance personnelle de la saison (season's best)
- WL : Meilleure performance mondiale de l'année (world leader)
- WJR : Record du monde junior (world junior record)
- WR : Record du monde (world record)

Circonstances et Conditions
- DNF : N'a pas terminé (did not finish)
- DNS : N'a pas pris le départ (did not start)
- DQ : Disqualification (disqualification)
- NM : Aucun essai valable enregistré (No Mark)
- Q : Qualifié « directement » au prochain tour (ou à la prochaine compétition), lors d'une compétition majeure, grâce au classement ou à la réalisation des minima (automatic qualifier)
- q : Qualifié au prochain tour (ou à la prochaine compétition), lors d'une compétition majeure, grâce au repêchage ou à la réalisation de l'une des meilleures performances parmi celles des « non qualifiés directement » (grâce au meilleur temps ou à la meilleure distance par exemple) (secondary qualifier)